# Rataje (Oleśnica)
Rataje – część miasta Oleśnica w Polsce, w województwie dolnośląskim, w powiecie oleśnickim. Położona jest w rejonie ulic Nowowiejskiej, Mikołajczyka i Północnej, na północny zachód od centrum Oleśnicy. 
Na Ratajach znajduje się  przystanek kolejowy Oleśnica Rataje.
Dawniej samodzielna wieś i gmina jednostkowa. Od 1945 w Polsce, gdzie ustanowiła gromadę w gminie Sokołowice w powiecie oleśnickim w województwie wrocławskim. W związku z reformą administracyjną kraju jesienią 1954 Rataje weszły w skład nowo utworzonej gromady Rataje, której zostały siedzibą. 31 grudnia 1961 gromadę Rataje zniesiono, a Rataje włączono do Oleśnicy.